# San Zadornil
San Zadornil ist ein kleines Bergdorf mit nur noch 11 Einwohnern, das zur Gemeinde (municipio) Jurisdicción de San Zadornil in der Comarca Las Merindades in der spanischen Provinz Burgos in der Autonomen Gemeinschaft Kastilien-León gehört. Der Ortsname leitet sich vom hl. Saturninus ab.

## Lage
San Zadornil liegt im Naturpark Montes Obarenes-San Zadornil in der zerklüfteten Berglandschaft der Montes Obarenes im Nordosten der Provinz Burgos in einer Höhe von ca. 660 Metern ü. d. M. Die Entfernung zur nordwestlich gelegenen Kleinstadt Medina de Pomar beträgt etwa 47 Kilometer (Fahrtstrecke); die Provinzhauptstadt Burgos liegt etwa 100 Kilometer südwestlich. Der sehenswerte Ort Frías befindet sich etwa 20 Kilometer südwestlich.

## Bevölkerungsentwicklung
Im Jahr 1950 hatte der Weiler noch 67 Einwohner; bei der Volkszählung des Jahres 2007 waren es nur noch 22.

## Wirtschaft
Auf den kargen Böden der stark bewaldeten und zerklüfteten Hochflächen im Nordosten der Provinz Burgos war kaum Getreideanbau möglich. Die Bevölkerung lebte deshalb jahrhundertelang hauptsächlich von der Zucht von Schafen und Ziegen, aus deren Milch Käse hergestellt wurde, der sich nach mühsamem Transport auf den weit entfernten Märkten verkaufen oder gegen Mehl etc. eintauschen ließ. Die Wolle der Schafe wurde versponnen und im Winter zu Stoffbahnen verwoben, aus denen einfache Kleidung hergestellt wurde. Ziegenhaare eigneten sich nur zur Herstellung von wetterfesten Überwürfen (ponchos) bzw. von Säcken, Seilen etc. In den letzten Jahrzehnten ist der Tourismus in Form der Vermietung von Ferienwohnungen (casas rurales) als Einnahmequelle des Ortes hinzugekommen.

## Geschichte
Nach erfolgreich abgeschlossener Rückeroberung (reconquista) der ca. 100 Jahre von den Arabern bzw. Mauren besetzten Gebiete wurde der Ort im Mittelalter von Christen aus dem Norden aber auch aus dem Süden der Iberischen Halbinsel (Mozaraber) wiederbesiedelt (repoblación).

## Sehenswürdigkeiten

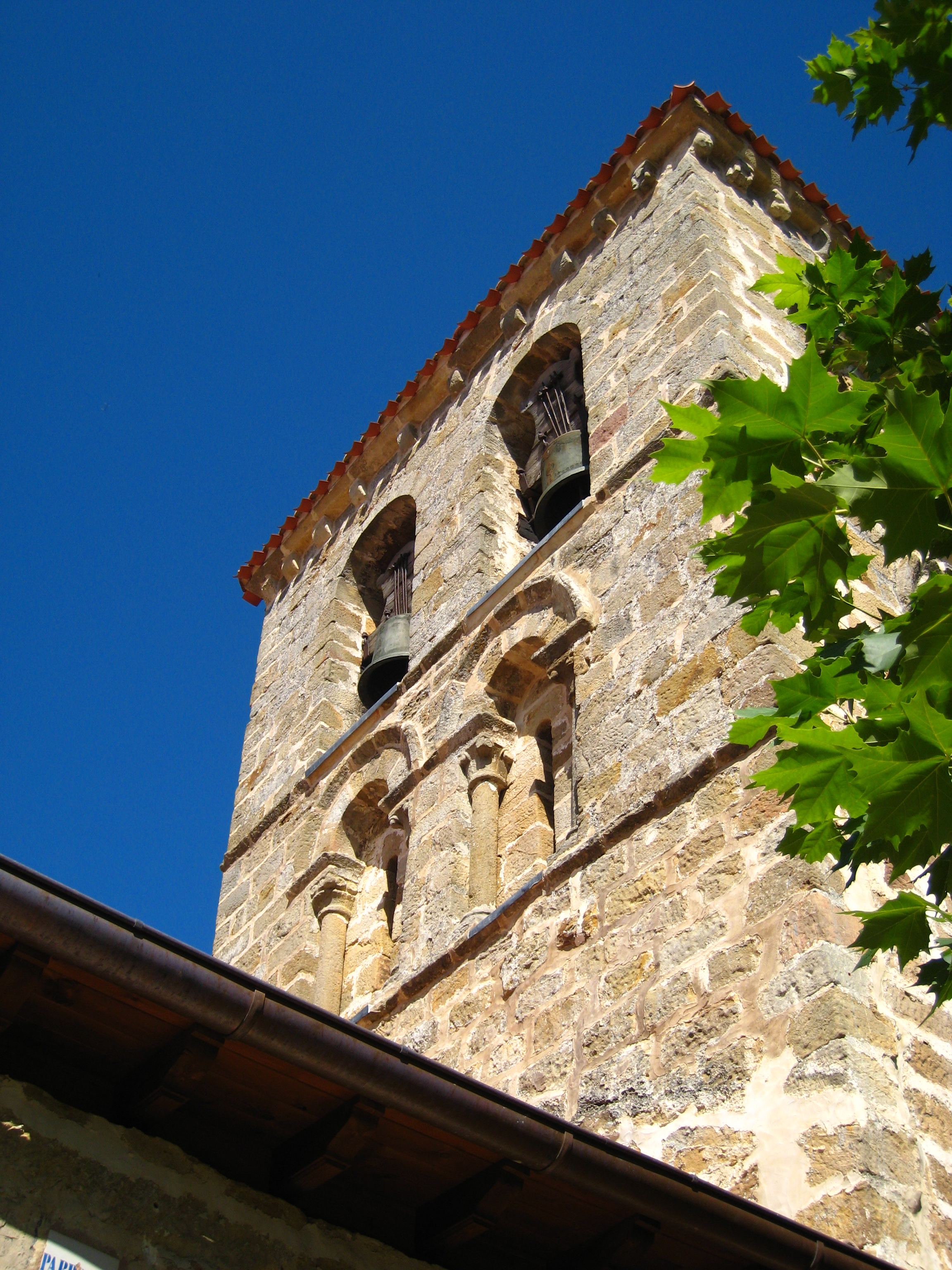
Südturm der Iglesia de San Saturnino

- Der Reiz des kleinen Ortes ist seine abgeschiedene Lage in der hier an Wald und Felsen reichen Cordillera Cantabrica.
- Wichtigste Sehenswürdigkeit im Ort ist die größtenteils romanische Kirche San Saturnino.